# Ekinözü
Ekinözü là một huyện thuộc tỉnh Kahramanmaraş, Thổ Nhĩ Kỳ. Huyện có diện tích 596 km² và dân số thời điểm năm 2007 là 15684 người, mật độ 26 người/km².